# Autorité spirituelle et pouvoir temporel
Autorité spirituelle et pouvoir temporel est un essai de René Guénon paru en 1929. Il y explique sa vision des relations entre l'autorité spirituelle, représentée par la papauté en Occident, et la politique. Ce livre est publié à la suite des tensions entre l'Action française et l'Église catholique. Guénon prend position pour cette dernière et écrit que toutes les déviations, en particulier celle menant au monde moderne, prennent leur origine dans la révolte des guerriers contre l'autorité spirituelle des prêtres.

## Contenu du livre

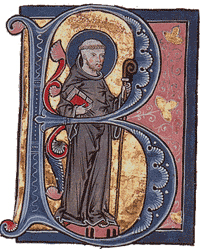
Portait de Saint Bernard de Clairvaux dans une lettrine ornant un manuscrit de La Légende dorée, vers 1267-1276. Bernard, interprète comme Guénon le passage des deux glaives dans l'Évangile de Luc, comme subordonnant le pouvoir temporel au pouvoir spirituel. Guénon a écrit un article sur la vie de Saint Bernard qui avait beaucoup d'aspects qui intéressaient Guénon : il fonda de l'ordre du temple, il fut un pur contemplatif plaçant la contemplation au-dessus de la raison et il soutint la primauté de l'autorité pontificale sur celles des rois et des empereurs

Le point d'orgue de la collaboration de Guénon avec les milieux internationalistes de la revue Vers l'Unité fut la publication d'Autorité spirituelle et pouvoir temporel en 1929 chez J. Vrin. Le livre était d'actualité. En effet l'« entente cordiale  » entre les néo-thomistes et l'Action française s'était brisée. Déjà, des tensions entre l'universalisme catholique de Maritain et la défense de l'Occident et de la latinité de Massis étaient apparues dès 1924. Ce qui explique, en partie, pourquoi La défense de l'Occident, qui se présentait comme une réponse à Orient et Occident de Guénon, fut publiée trois années plus tard : Maritain avait retardé sa publication. Mais l'agnosticisme affiché par certains leadeurs de l'Action française et surtout de Charles Maurras conduisit à la condamnation de l'Action française par la Papauté en 1926. La tension augmenta, l'Église cherchant à obliger tous les catholiques français à quitter ce mouvement auxquels certains étaient très attachés même dans le haut clergé, pour atteindre son paroxysme au moment de la publication du livre. Malgré ses nombreuses déceptions avec les catholiques, Guénon prit nettement position pour l'Église catholique.
Il écrivit dans ce livre
« 
Au Moyen Âge, il y avait, pour tout l’Occident, une unité réelle, fondée sur des bases d’ordre proprement traditionnel, qui était celle de la « Chrétienté » ; lorsque furent formées ces unités secondaires, d’ordre purement politique, c’est-à-dire temporel et non plus spirituel, que sont les nations, cette grande unité de l’Occident fut irrémédiablement brisée, et l’existence effective de la « Chrétienté » prit fin. Les nations, qui ne sont que les fragments dispersés de l’ancienne « Chrétienté », les fausses unités substituées à l’unité véritable par la volonté de domination du pouvoir temporel, ne pouvaient vivre, par les conditions mêmes de leur constitution, qu’en s’opposant les unes aux autres, en luttant sans cesse entre elles sur tous les terrains ; l’esprit est unité, la matière est multiplicité et division, et plus on s’éloigne de la spiritualité, plus les antagonismes s’accentuent et s’amplifient [...] C’est pourquoi l’idée d’une « société des nations » ne peut être qu’une utopie sans portée réelle ; la forme nationale répugne essentiellement à la connaissance d’une unité quelconque supérieure à la sienne propre ; d’ailleurs, dans les conceptions qui se font jour actuellement, il ne s’agirait évidemment que d’une unité d’ordre exclusivement temporel, donc d’autant plus inefficace, et qui ne pourrait jamais être qu’une parodie de la véritable unité .
 »
D'après Guénon, les doctrines hindoues prétendent qu'à l'origine de l'humanité il n'y avait qu'une caste (Hamsa  représentant aussi le cygne). Les différentes castes apparurent avec la descente du cycle: tout en haut les Brahmanes (le clergé), puis les Kshatriyas (les guerriers ou la noblesse), en dessous les Vaishyas (les artisans, les commerçants: le tiers état ou la bourgeoisie en Occident), enfin les Shudras c'est-à-dire le peuple. Guénon appliqua cette structure aux différentes cultures et établit un parallèle avec la société médiévale européenne. Pour lui, dans une  civilisation «normale», tout tourne autour des membres du clergé qui assurent le lien avec le monde supra-humain et la transmission de l'influence spirituelle. Les autres ne sont là que pour rendre leur fonction sacerdotale possible,,. D'après lui, toutes les déviations, en particulier celle menant au monde moderne, prennent leur origine dans la révolte des Kshatriyas contre l'autorité spirituelle des prêtres: il y voit une « clef essentielle à la compréhension de l'histoire  ».

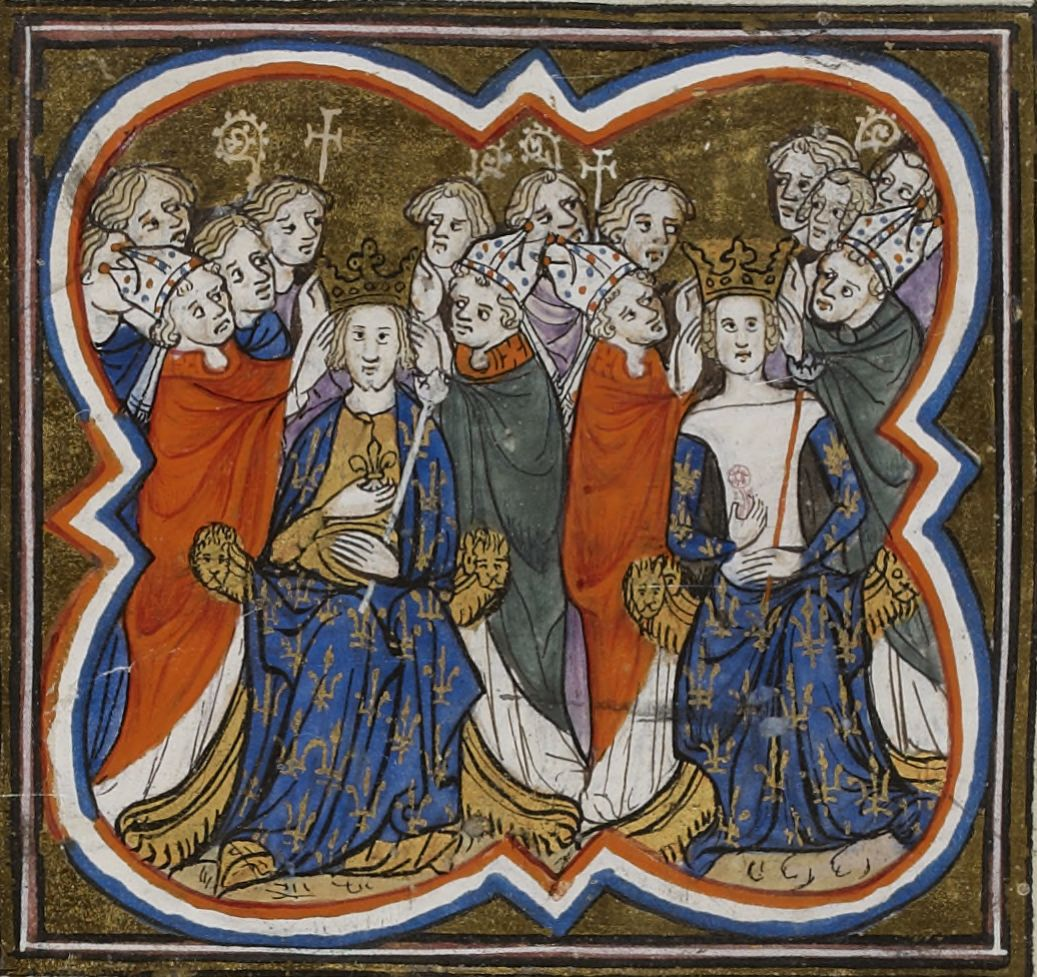
Double couronnement de Philippe VI de Valois et de Jeanne de Bourgogne à Reims, en 1328. Dans l'Europe médiévale, d'après Guénon, les rois ne tenaient leur pouvoir que par délégation, à travers le sacre.

Dans l'Europe médiévale, d'après Guénon, les rois ne tenaient leur pouvoir que par délégation, à travers le sacre. En Occident, le début du monde moderne commença au début du XIVe siècle lorsque Philippe le Bel contesta l'autorité de Boniface VIII et sa doctrine des deux glaives. Il détruisit l'ordre du temple qui assurait, d'après Guénon, la transmission initiatique de la connaissance,. Ici, Guénon fait porter toute la responsabilité sur le Roi qui aurait imposé cette destruction au nouveau Pape, Clément V. Le renversement de la hiérarchie fut renforcé par des rois « centralisateurs » tels que Louis XI et Louis XIV qui s'entourèrent de membres de la bourgeoisie pour gouverner et pour affaiblir le système féodal. En se révoltant contre l'autorité spirituelle, la classe guerrière perd toute légitimité, d'après lui, car toute légitimité ne peut avoir qu'une source spirituelle: en voie de conséquence, le pouvoir des rois ne pouvait qu'être progressivement remis en cause par les classes plus basses. Ce qui conduisit inévitablement au renversement de la noblesse par la bourgeoisie lors de la Révolution française conduisant à un monde dominé par l'économie et les sentiments nationaux. À son tour, la bourgeoisie se voit contestée par la classe en dessous ce qui correspond à l'arrivée du communisme et la négation pure et simple de l'autorité spirituelle. Guénon déclara que le communisme ne peut avoir qu'une durée de vie très courte,. Guénon conclut de la façon suivante:
« 
tant qu’il subsistera une autorité spirituelle régulièrement
constituée, fût-elle méconnue de presque tout le monde et même de ses propres
représentants, fût-elle réduite à n’être plus que l’ombre d’elle-même, cette autorité
aura toujours la meilleure part, et cette part ne saurait lui être enlevée, parce qu’il y a en elle quelque chose de plus haut que les possibilités purement humaines, parce que,
même affaiblie ou endormie, elle incarne encore « la seule chose nécessaire », la
seule qui ne passe point. « Patiens quia œterna », dit-on parfois de l’autorité
spirituelle, et très justement, non pas, certes, qu’aucune des formes extérieures qu’elle
peut revêtir soit éternelle, car toute forme n’est que contingente et transitoire, mais
parce que, en elle-même, dans sa véritable essence, elle participe de l’éternité et de
l’immutabilité des principes ; et c’est pourquoi, dans tous les conflits qui mettent le
pouvoir temporel aux prises avec l’autorité spirituelle, on peut être assuré que,
quelles que puissent être les apparences, c’est toujours celle-ci qui aura le dernier
mot.
 »
David Bisson écrivit en guise d'analyse de ce livre que « le point de vue adopté se situe exclusivement du côté des Brahmanes [...] Il en résulte un déni certain de la chose politique, comprise comme l'art de guider la vie humaine sur le plan temporel, au profit d'une métaphysique du politique. En effet, la politique n'a de sens qu'au regard des principes qui la fondent  ». Il ajouta que l'inversion des castes de Guénon rappelle la lutte des classes et se présente, par certains aspects, « comme le paradigme inversé de l'historiographie marxiste  ». Un  parallèle systématique entre Karl Marx et Guénon a été formulé par René Alleau car les deux hommes, par « des logiques radicalement opposées », se croisent sur de nombreux points: dénonciation de la fabrication de l'opinion par les classes dirigeantes, aliénation des hommes par le travail, l'argent et la morale. Mais Marx prend la défense des classes inférieures et Guénon  celle des peuples colonisés. Réné Alleau écrivit: « à travers eux, deux grandes voix peuvent être entendues : celle d'un prolétariat encore opprimé [...]; celle d'un Tiers-Monde culturellement dévasté et économiquement asservi par la société industrielle moderne  ».
En ce qui concerne le contexte de l'époque, la conclusion était claire : l'Action française, en refusant de se soumettre à la Papauté, prouvait qu'elle n'avait aucune conscience des rapports hiérarchiques normaux dans une civilisation traditionnelle telle que l'entendait Guénon. Ce dernier attaquait, en fait, de façon plus générale les courants « traditionalistes », point qu'il allait approfondir dans Le Règne de la quantité et les signes des temps. Les traditionalistes sont ceux qui se réclament du passé sans une base doctrinale sérieuse. En particulier, ils méconnaissent les rapports hiérarchiques « normaux » entre la religion et la politique, d’une part, et l'ésotérisme et la religion, d’autre part. L'ouvrage ne réconcilia pas les catholiques avec Guénon et le brouilla définitivement avec les membres de l'Action française, même avec Léon Daudet bien que ce dernier ne critiquât jamais publiquement Guénon. D'autre part, la présentation « idéalisée » du Moyen Âge fut critiquée par les historiens: même avant Philippe le Bel, les rois de France prétendaient parfois ne tenir leur pouvoir que d'eux et de Dieu directement, les empereurs avaient contesté sans arrêt la primauté du Pape  (la  lutte du sacerdoce et de l'Empire), Philippe le Bel avait été aussi un roi très chrétien et Dante un gibelin,,.

### Livres de René Guénon
- René Guénon, Introduction générale à l'étude des doctrines hindoues, Paris, Marcel Rivière, 1921, 326 p. (ISBN 978-2-85707-883-8)Édition définitive remaniée par Guénon publiée en 1952 (Éditions Véga)[HR 1]: en particulier, suppression du chap.  II de la quatrième partie (L'influence allemande) et refonte complète du chap.  IV de la troisième partie (À propos du Bouddhisme), depuis nombreuses rééditions[HR 1]. Les numéros de pages renvoient à l'édition de 1997.
- René Guénon, Le Théosophisme, histoire d'une pseudo-religion, Paris, Nouvelle Librairie Nationale (dirigée par Jacques Maritain en 1921), 1921, 314 p. (ISBN 978-1-5281-6213-5)Édition définitive avec notes additionnelles de Guénon publiée en 1928 (Librairie Valois appartenant à Georges Valois)[HR 2], depuis nombreuses rééditions[HR 2].
- René Guénon, L'Erreur spirite, Paris, Marcel Rivière, 1923, 406 p. (ISBN 978-2-7138-0059-7 et 2-7138-0059-5)Nombreuses rééditions, dont Éditions Traditionnelles
- René Guénon, Orient et Occident, Paris, Payot, 1924, 232 p. (ISBN 978-2-85829-449-7 et 2-85829-449-6)Édition définitive remaniée par Guénon publiée en 1948 (Éditions Véga)[HR 3]: en particulier refonte de certains passages du chap.  IV de la première partie (Terreurs chimériques et dangers réels) et ajout d'un addendum[HR 3], depuis nombreuses rééditions, dont Guy Trédaniel/Éditions de la Maisnie, Paris. Les numéros de pages renvoient à l'édition de 1993.
- René Guénon, L’Ésotérisme de Dante, Paris, Ch. Bosse, 1925, 96 p. (ISBN 978-2-07-017763-9)Édition définitive avec ajout d'un titre à chaque paragraphe et certains paragraphes remaniés publiée en 1949  aux Éditions Traditionnelles[HR 4], depuis  nombreuses rééditions.
- René Guénon, L'Homme et son devenir selon le Vêdânta, Paris, Bossard, 1925, 214 p. (ISBN 978-2-7138-0065-8 et 2-7138-0065-X)Édition définitive remaniée par Guénon publiée en 1947 aux Éditions Traditionnelles: suppression des chapitres XI (La constitution de l'être humain selon les Bouddhistes) et XXV (La Délivrance selon les    Jainas)[HR 4]. Depuis nombreuses rééditions, dont Éditions Traditionnelles. Les numéros de pages renvoient à l'édition de 1991.
- René Guénon, Le Roi du monde, Paris, Ch. Bosse, 1927, 104 p. (ISBN 978-2-07-023008-2 et 2-07-023008-2)Édition définitive remaniée par Guénon publiée en 1950 aux Éditions Traditionnelles: ajout d"un titre à chaque chapitre, certains paragraphes ont été modifiés[HR 5]. Depuis nombreuses rééditions, dont Gallimard. Les numéros de pages renvoient à l'édition de 1993.

- René Guénon, La Crise du monde moderne, Paris, Bossard, 1927, 201 p. (ISBN 978-2-07-023005-1 et 2-07-023005-8)Édition définitive remaniée par Guénon publiée en 1946 aux Éditions Gallimard: quelques paragraphes ont été remaniés[HR 5]. Depuis nombreuses rééditions, dont Gallimard. Les numéros de pages renvoient à l'édition de 1973.
- Saint Bernard, Publiroc, 1929réédition Éditions Traditionnelles. Sans ISBN
- René Guénon, Autorité spirituelle et pouvoir temporel, Paris, Vrin, 1929, 118 p. (ISBN 978-2-85707-142-6 et 2-85707-142-6)Édition définitive remaniée par Guénon publiée en 1947  Éditions Véga): ajout d'un titre à chaque chapitre, paragraphes modifiés, notamment pour le chapitre VI[HR 5]. Depuis nombreuses rééditions, dont (1952) Guy Trédaniel/Éditions de la Maisnie. Les numéros de pages renvoient à l'édition de 1984.
- Le Symbolisme de la Croix, Véga, 1931 (ISBN 978-2-85707-146-4 et 2-85707-146-9)multiples rééditions dont Guy Trédaniel/Éditions de la Maisnie, Paris
- Les États multiples de l'être, Véga, 1932 (ISBN 978-2-85707-143-3 et 2-85707-143-4)multiples rééditions dont Guy Trédaniel/Éditions de la Maisnie, Paris
- René Guénon, La Métaphysique orientale, Paris, Éditions traditionnelles, 1939, 30 p. (ISBN 978-2-7138-0056-6)Deuxième édition (identique à la première): Éditions traditionnelles, 1945. Depuis multiples rééditions, il s'agit de la transcription d'une conférence donnée à la Sorbonne le 17 décembre 1925. Les numéros de pages renvoient à l'édition de 1997.
- Le Règne de la Quantité et les Signes des Temps, Gallimard, 1945multiples rééditions
- Les Principes du Calcul infinitésimal, Gallimard, 1946multiples rééditions
- René Guénon, Aperçus sur l'Initiation, Paris, Éditions Traditionnelles, 1946, 303 p. (ISBN 978-2-7138-0064-1 et 2-7138-0064-1)multiples rééditions. Les numéros de pages renvoient à l'édition de 1996 (Éditions traditionnelles).
- René Guénon, La Grande Triade, Paris, Gallimard, 1946, 214 p. (ISBN 978-2-07-023007-5)multiples rééditions. Les numéros de pages renvoient à l'édition de 1957 (Gallimard).

### Recueils posthumes d'articles de René Guénon
- Initiation et Réalisation spirituelle, Éditions Traditionnelles, (1952). (ISBN 978-2-7138-0058-0).
- Aperçus sur l'ésotérisme chrétien, Éditions Traditionnelles (1954). ISBN (?).
- René Guénon, Symboles de la Science sacrée, Paris, Gallimard, 1962, 437 p. (ISBN 978-2-07-029752-8 et 2-07-029752-7)Première édition 1964[HR 6], depuis multiples rééditions.
- René Guénon, Études sur la Franc-maçonnerie et le Compagnonnage, Tome 1, Paris, Éditions Traditionnelles, 1964, 314 p. (ISBN 978-2-7138-0066-5 et 2-7138-0066-8)Première édition 1964[HR 6], depuis multiples rééditions.
- René Guénon, Études sur la Franc-maçonnerie et le Compagnonnage, Tome 2, Paris, Éditions Traditionnelles, 1964, 320 p. (ISBN 978-2-7138-0067-2)Première édition 1964[HR 6], depuis multiples rééditions.
- Études sur la Franc-maçonnerie et le Compagnonnage, Tome 2, (1965) Éditions Traditionnelles, Paris.  (ISBN 2-7138-0067-6).
- René Guénon, Études sur l'Hindouisme, Paris, Éditions Traditionnelles, 1989, 288 p. (ISBN 978-2-7413-8020-7)Première édition 1968[HR 6], depuis multiples rééditions. Les numéros de pages renvoient à l'édition de 1989 (Éditions traditionnelles).
- Formes traditionnelles et cycles cosmiques, Gallimard, Paris (1970).  (ISBN 2-07-027053-X).
- Aperçus sur l'ésotérisme islamique et le taoïsme, Gallimard, Paris, (1973).  (ISBN 2-07-028547-2).
- Mélanges, Gallimard, Paris, (1976).  (ISBN 2-07-072062-4).
- Comptes rendus, Éditions traditionnelles (1986).  (ISBN 2-7138-0061-7).
- Écrits pour REGNABIT, Archè Edizioni (1999).  (ISBN 887252-216-1).
- Psychologie, Archè Edizioni (2001).  (ISBN 8872522315).
- Articles et Comptes Rendus, Tome 1, Éditions Traditionnelles (2002). (ISBN 2-7138-0183-4).
- Recueil, Rose-Cross Books, Toronto (2013). (ISBN 978-0-9865872-1-4).

### Ouvrages au sujet de René Guénon
- Abd Ar-Razzâq Yahyâ (Ch.-A. Gilis) : Tawhîd et Ikhlâs, Aspects ésotériques, Le Turban noir, 2006, Paris.
- Accart, Xavier : L'Ermite de Duqqi, Archè.  (ISBN 88-7252-227-7). (Notes.)
- Xavier Accart, René Guénon ou le renversement des clartés : Influence d'un métaphysicien sur la vie littéraire et intellectuelle française (1920-1970), Paris, Archè EDIDIT, 2005, 1222 p. (ISBN 978-2-912770-03-5)Préface d'Antoine Compagnon
- Barazzetti, Enrico : L'espace symbolique. Développements du symbolisme mathématique des états multiples de l'être, Archè, Milano, 1997.
- Batache, Eddy : Surréalisme et Tradition, Éditions traditionnelles. Sans ISBN.
- David Bisson, René Guénon, une politique de l'esprit, Paris, Pierre-Guillaume de Roux, 2013, 528 p. (ISBN 978-2-36371-058-1)
- Paul Chacornac, La Vie simple de René Guénon : Illustrations de Pierre Chaux, Paris, Les Editions Traditionnelles, 2000, 130 p. (ISBN 978-2-7138-0028-3 et 2-7138-0028-5)
- David Gattegno, Guénon : qui suis-je?, Puiseaux (France), Pardès, 2001, 128 p. (ISBN 978-2-86714-238-3 et 2-86714-238-5)
- Geay, Patrick : Hermès Trahi : Impostures philosophiques et néo-spiritualisme d'après l'œuvre de René Guénon Dervy.  (ISBN 2-85076-816-2).
- Geay, Patrick : Mystères et significations du Temple maçonnique, Dervy, Paris, 2000.  (ISBN 2-84454-056-2). (Notes.)
- Charles-André Gilis, Introduction à l'enseignement et au mystère de René Guénon, Paris, Les Éditions de l'Œuvre, 1999, 144 p. (ISBN 978-2-904011-03-0 et 2-904011-03-X)
- Gilis, Charles-André : Introduction à l'enseignement et au mystère de René Guénon, Les Éditions de l'Œuvre, Paris.  (ISBN 2-904011-03-X).
- Gilis, Charles-André : Les Sept Étendards du Califat, Éditions traditionnelles.  (ISBN 2-7138-0141-9).
- Gilis, Charles-André : René Guénon et l'avènement du troisième Sceau. Éditions Traditionnelles, Paris.  (ISBN 2-7138-0133-8).
- Grison, Pierre et Jean-Louis, Deux aspects de l’œuvre de René Guénon. France Asie, Saïgon, 1953.
- Grossato, Alessandro : Psychologie (attribué à René Guénon), Archè.  (ISBN 88-7252-231-5). (Notes.)
- Hapel, Bruno : René Guénon et l'Archéomètre, Guy Trédaniel, Paris.  (ISBN 2-85707-842-0).
- Hapel, Bruno : René Guénon et l'esprit de l'Inde, Guy Trédaniel, Paris.  (ISBN 2-85707-990-7).
- Bruno Hapel, René Guénon et le Roi du Monde, Paris, Guy Trédaniel, 2001, 258 p. (ISBN 978-2-84445-244-3 et 2-84445-244-2)
- Marie-France James, Ésotérisme et christianisme : autour de René Guénon, Paris, Nouvelles Éditions Latines, 1981, 476 p. (ISBN 978-2-7233-0146-6 et 2-7233-0146-X)
- Jean-Pierre Laurant, Le sens caché dans l'œuvre de René Guénon, Lausanne, Suisse, L'âge d'Homme, 1975, 282 p. (ISBN 978-2-8251-3102-2 et 2-8251-3102-4)
- Jean-Pierre Laurant, L'Ésotérisme, Paris, Les Éditions du Cerf, 1993, 128 p. (ISBN 978-2-7621-1534-5 et 2-7621-1534-5)
- Jean-Pierre Laurant, René Guénon, les enjeux d'une lecture, Paris, Dervy, 2006, 400 p. (ISBN 978-2-84454-423-0 et 2-84454-423-1)
- Abdel-Halim Mahmoud, René Guénon, Un soufi d'Occident, Paris, AlBouraq, 2007, 182 p. (ISBN 978-2-84161-339-7 et 2-84161-339-9)
- Maxence, Jean-Luc : René Guénon, le Philosophe invisible, Presses de la Renaissance, Paris.  (ISBN 2-85616-812-4). (Notes.)
- Mercier, Raymond : Clartés Métaphysiques, Éditions Traditionnelles, Paris. Sans ISBN.
- Montaigu, Henry : René Guénon ou la mise en demeure. La Place Royale, Gaillac (France).  (ISBN 2-906043-00-1).
- Nutrizio, Pietro (e altri) : René Guénon e l'Occidente, Luni Editrice, Milano/Trento, 1999.
- Prévost, Pierre : Georges Bataille et René Guénon, Jean Michel Place, Paris.  (ISBN 2-85893-156-9).
- Reyor, Jean : Études et recherches traditionnelles, Éditions Traditionnelles, Paris.  (ISBN 2-7138-0134-6).
- Reyor, Jean : Quelques souvenirs sur René Guénon et les Études traditionnelles, « Dossier confidentiel inédit ».
- Reyor, Jean : Sur la route des Maîtres maçons, Éditions Traditionnelles, Paris. Sans ISBN.
- Patrick Ringgenberg, Diversité et unité des religions chez René Guénon et Frithjof Schuon, Paris, Ed. L'Harmattan, 2010, 384 p. (ISBN 978-2-296-12762-3, présentation en ligne)
- Jean Robin, René Guénon,  témoin de la Tradition, Paris, Guy Trédaniel Éditeur, 1978, 348 p. (ISBN 978-2-85707-026-9 et 2-85707-026-8)
- Sablé, Éric, René Guénon, Le visage de l'éternité, Éditions Points, 2013,  (ISBN 978-2-7578-2857-1).
- Sedgwick, Mark J. : Contre le monde moderne, Paris, Ed. Dervy, 2008, 396 p.
- Paul Sérant, René Guénon, Paris, Le Courrier du livre, 1977, 232 p. (ISBN 978-2-7029-0050-5 et 2-7029-0050-X)
- Tamas, Mircea A : René Guénon et le Centre du Monde, Rose-Cross Books, Toronto, 2007,  (ISBN 978-0-9731191-7-6)
- Tourniac, Jean : Melkitsedeq ou la tradition primordiale, Albin Michel, Paris.  (ISBN 2-226-01769-0).
- Tourniac, Jean : Présence de René Guénon, t. 1 : L'œuvre et l'univers rituel, Soleil Natal, Étampes (France).  (ISBN 2-905270-58-6).
- Tourniac, Jean : Présence de René Guénon, t. 2 : La Maçonnerie templière et le message traditionnel, Soleil Natal, Étampes (France).  (ISBN 2-905270-59-4).
- Jean Ursin, René Guénon, Approche d'un homme complexe, Paris, Editions Ivoire-Clair, 2005, 127 p. (ISBN 978-2-913882-31-7 et 2-913882-31-5)
- Michel Vâlsan, L'Islam et la fonction de René Guénon, Paris, Publié dans les Études traditionnelles en Janvier-Février 1953 et devenu depuis le chapitre II de L'Islam et la Fonction de René Guénon, 1984-ii(lire en PDF sur le site de Science sacrée)
- Vâlsan, Michel : La fonction de René Guénon et le sort de l'Occident(lire en PDF sur le site de Science sacrée), Études traditionnelles, Paris, 1951
- Vâlsan, Michel : L'Islam et la fonction de René Guénon, Science sacrée, 2016  (ISBN 9782915059113)
- Michel Vâlsan, Références islamiques du « symbolisme de la croix », Paris, Publié dans les Études traditionnelles en 1971 et devenu depuis le chapitre V de L'Islam et la Fonction de René Guénon, 1984-v(lire en PDF sur le site de Science sacrée)
- Jean Vivenza, Le Dictionnaire de René Guénon, Grenoble, Le Mercure Dauphinois, 2002, 568 p. (ISBN 978-2-913826-17-5 et 2-913826-17-2)
- Jean Vivenza, La Métaphysique de René Guénon, Grenoble, Le Mercure Dauphinois, 2004, 176 p. (ISBN 978-2-913826-42-7 et 2-913826-42-3)
- Vivenza, Jean-Marc : René Guénon et le Rite Écossais Rectifié, Les Éditions du Simorgh, 2007.  (ISBN 2-915769-03-6).
- Vivenza, Jean-Marc : René Guénon et la Tradition primordiale, Les Éditions du Simorgh, 2012. (ISBN 2-915769-18-4).